# Illinoia macgillivrayae
Illinoia macgillivrayae är en insektsart som först beskrevs av Hille Ris Lambers 1966.  Illinoia macgillivrayae ingår i släktet Illinoia och familjen långrörsbladlöss. Inga underarter finns listade i Catalogue of Life.